# Люзиньи
Люзиньи́ (фр. Lusigny) — коммуна во Франции, находится в регионе Овернь. Департамент коммуны — Алье. Входит в состав кантона Шевань. Округ коммуны — Мулен.
Код INSEE коммуны — 03156.

## Население
Население коммуны на 2008 год составляло 1581 человек.
| 1962 | 1968 | 1975 | 1982 | 1990 | 1999 | 2008 |
| ---- | ---- | ---- | ---- | ---- | ---- | ---- |
| 1058 | 1066 | 1295 | 1541 | 1575 | 1428 | 1581 |

## Экономика
В 2007 году среди 1027 человек в трудоспособном возрасте (15—64 лет) 787 были экономически активными, 240 — неактивными (показатель активности — 76,6 %, в 1999 году было 73,3 %). Из 787 активных работали 750 человек (381 мужчина и 369 женщин), безработных было 37 (14 мужчин и 23 женщины). Среди 240 неактивных 69 человек были учениками или студентами, 117 — пенсионерами, 54 были неактивными по другим причинам.

## Достопримечательности
- Церковь Св. Иоанна Крестителя
- Старый дом приходского священника
- Замок Поме. Исторический памятник с 1947 года
- Усадьба Орвале
- Замок Фужи
- Стадион Моранс

## Фотогалерея

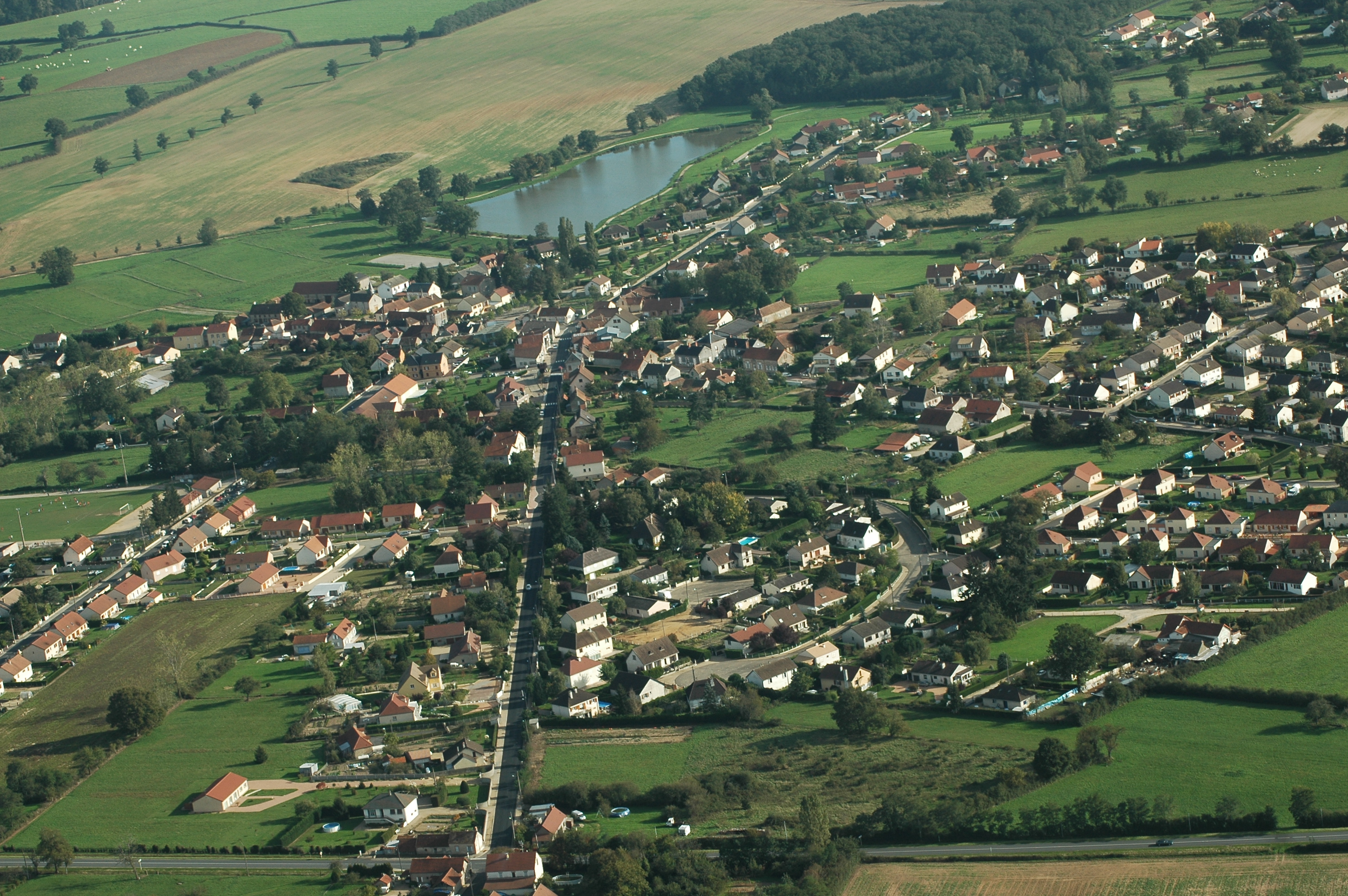
Люзиньи
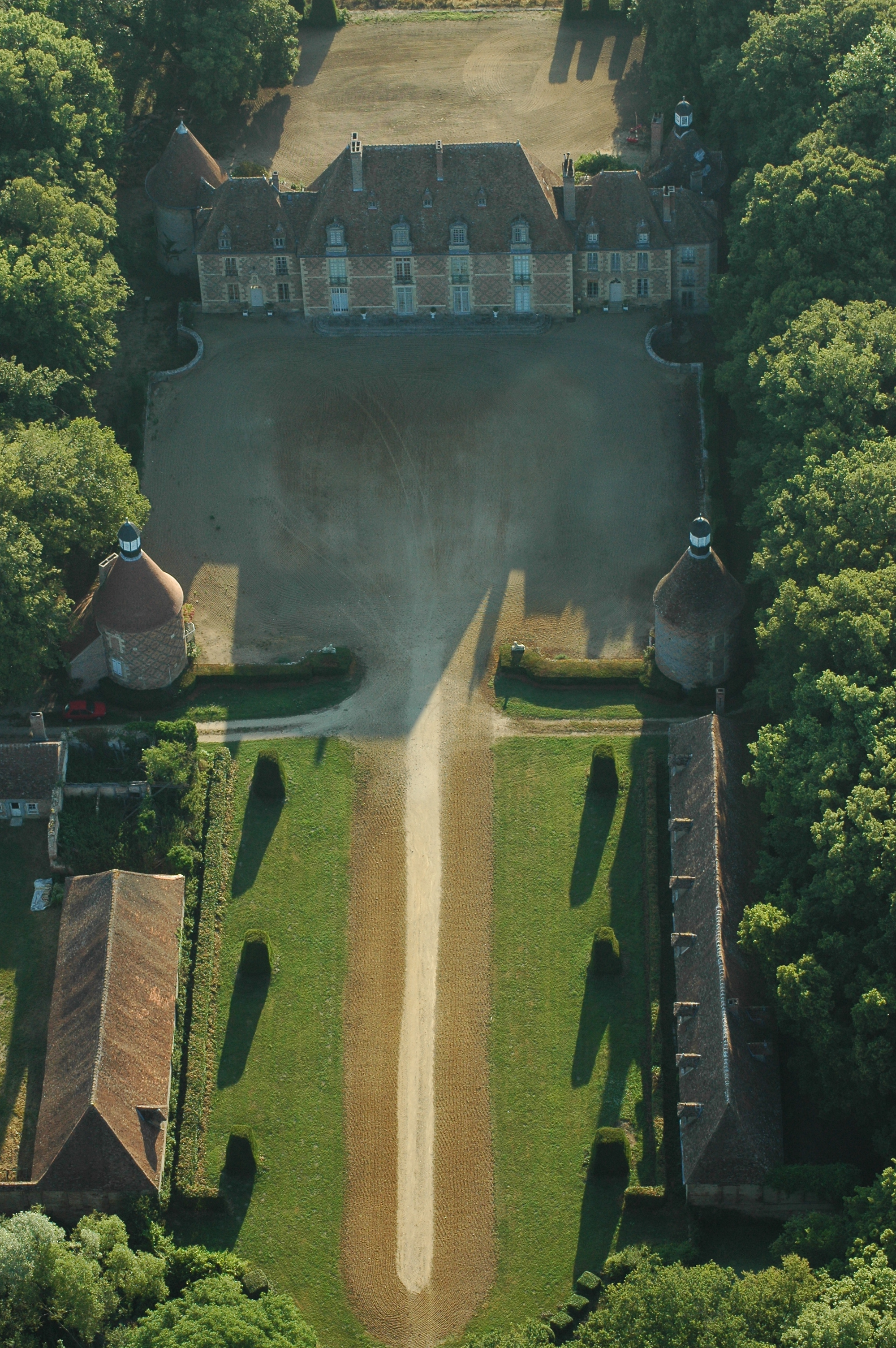
Замок Поме
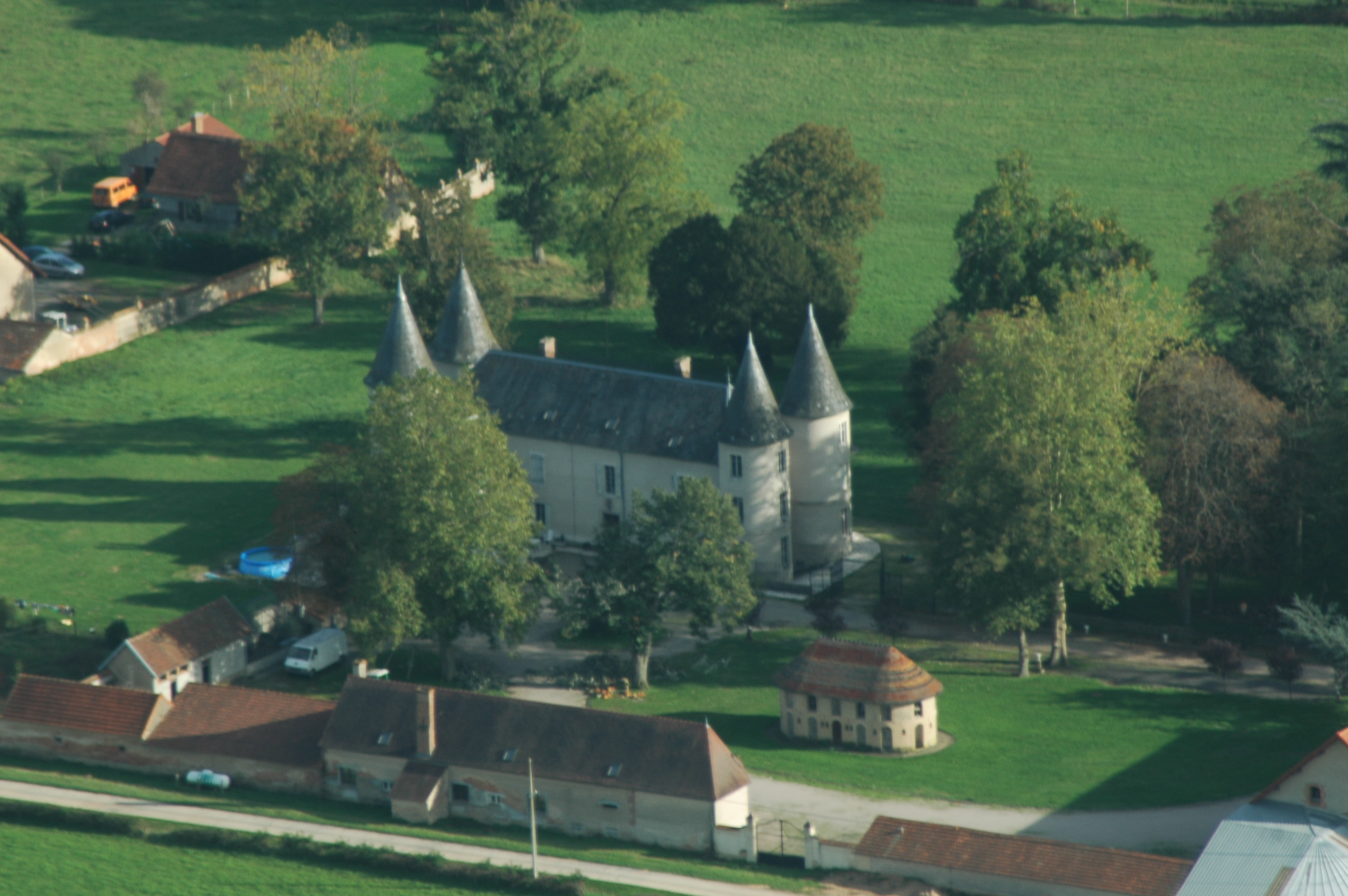
Замок